# 刘罢军
刘罢军（？—前174年），汉高祖庶长子齐悼惠王刘肥第四子。
公元前176年封为管侯。公元前174年卒，谥号恭（共）。子刘戎奴嗣侯。